# Ivo Muser
Ivo Muser (* 22. února 1962, Bruneck) je italský římskokatolický duchovní a biskup bolzansko-brixenský.

## Život
Narodil se 22. února 1962 v Brunecku.
Vstoupil do teologického semináře Canisianum. Teologické vzdělání získal na Univerzitě Innsbruck. Dne 28. června 1987 byl biskupem Wilhelmem Eggerem vysvěcen na kněze a inkardinován do diecéze Bolzano-Brixen. Působil dva roky ve farnosti v Toblachu a byl osobním sekretářem biskupa Eggera. Na Papežské univerzitě Gregoriana získal doktorát z dogmatické teologie. Od roku 1995 zastával funkci spirituála nižšího semináře Vinzentinum v Brixenu a profesora na Teologické akademii ve stejném městě.
Roku 1996 byl ustanoven rektorem vyššího semináře a byl zodpovědný za formaci německy a ladinsky mluvících trvalých jáhnů. Stal se kanovníkem katedrály Nanebevzetí Panny Marie a od roku 2005 byl děkanem kapituly. Dne 27. července 2011 jej papež Benedikt XVI. jmenoval biskupem bolzansko-brixenským. Biskupské svěcení přijal 9. října z rukou arcibiskupa Luigi Bressana a spolusvětiteli byli biskup Karl Golser a biskup Manfred Scheuer.